# Stian Saugestad
Stian Saugestad est un skieur alpin norvégien, né le 12 octobre 1992. Il est spécialiste des épreuves de vitesse. 

## Biographie
Il participe à des courses FIS à partir de 2007 et de Coupe d'Europe à partir de 2012.
Il fait ses débuts en Coupe du monde en février 2016 au super G d'Hinterstoder. Il remporte sa première épreuve de Coupe d'Europe le mois suivant, un super G à Sarntal. Il marque ses premiers points en Coupe du monde en 2017 à Kvitfjell puis devient champion de Norvège de super G.
Il obtient son meilleur résultat en Coupe du monde en mars 2018 au super G de Kvitfjell avec une 11e place.

## Palmarès

### Coupe du monde
- Meilleur classement général : 95e en 2018.
- Meilleur résultat : 11e.

| Année/Classement | Général | Général | Descente | Descente | Slalom | Slalom | Slalom géant | Slalom géant | Super G | Super G | Combiné | Combiné |
| Année/Classement | Class.  | Points  | Class.   | Points   | Class. | Points | Class.       | Points       | Class.  | Points  | Class.  | Points  |
| ---------------- | ------- | ------- | -------- | -------- | ------ | ------ | ------------ | ------------ | ------- | ------- | ------- | ------- |
| 2017             | 135e    | 11      | 45e      | 10       | -      | -      | -            | -            | 56e     | 1       | -       | -       |
| 2018             | 95e     | 43      | 52e      | 6        | -      | -      | -            | -            | 27e     | 37      | -       | -       |
| 2019             | 136e    | 9       | -        | -        | -      | -      | -            | -            | 49e     | 9       | -       | -       |

### Coupe d'Europe
- 2 victoires (1 en descente et 1 en super G).

En date de mars 2019

### Championnats de Norvège
- Champion du super G en 2017 et 2019.